# Joanna Pawelczyk
Joanna Beata Pawelczyk – polska językoznawczyni, dr hab. nauk humanistycznych, profesor uczelni Zakładu Socjolingwistyki i Studiów nad Dyskursem i dziekan Wydziału Anglistyki Uniwersytetu im. Adama Mickiewicza w Poznaniu.

## Życiorys
29 czerwca 2000 obroniła pracę doktorską Rola tożsamości płci w wyborach językowych na przykładzie wariantu angielszczyzny czarnej ludności Stanów Zjednoczonych, 12 lipca 2011 uzyskała stopień doktora habilitowanego. Została zatrudniona na stanowisku adiunkta w Instytucie Filologii Angielskiej na Wydziale Neofilologii Uniwersytetu im. Adama Mickiewicza w Poznaniu.
Jest profesorem uczelni w Zakładzie Socjolingwistyki i Studiów nad Dyskursem oraz dziekanem na Wydziale Anglistyki Uniwersytetu im. Adama Mickiewicza w Poznaniu, a także członkiem Rada Dyscypliny Naukowej – Językoznawstwa i Literaturoznawstwa Uniwersytetu im. Adama Mickiewicza w Poznaniu.
Była prodziekanem na Wydziale Anglistyki Uniwersytetu im. Adama Mickiewicza w Poznaniu i kuratorem Zakładu Literatury Amerykańskiej Wydziału Anglistyki Uniwersytetu im. Adama Mickiewicza w Poznaniu. Stypendystka programu Fulbrighta. 